# Bataille d'Okhtyrka
Pour un article plus général, voir Offensive de l'est de l'Ukraine.
Invasion de l'Ukraine par la Russie de 2022
Batailles
Offensive de Kiev (Jytomyr, Kiev) : 
- 1re Hostomel
- Tchernobyl
- Ivankiv
- Kiev
- 2e Hostomel
- Vassylkiv
- Boutcha
- Irpin
  - Bombardement de réfugiés
- Jytomyr
- Mochtchoun
- Makariv
- Brovary

Offensive du Nord (Tchernihiv, Soumy) :
- Hloukhiv
- Slavoutytch
- Bombardements
- Soumy
- Trostianets
- Tchernihiv
- Okhtyrka
- Lebedyn
- Konotop
- Romny
- Desna
- Escarmouches frontalières

Russie  (Briansk, Belgorod) :
- Incursions en Russie occidentale
  - Oblast de Briansk
  - Oblasts de Belgorod et de Koursk
    - Incursions de 2024

  - Bombardement de Belgorod
- Oblast de Koursk (août 2024)

Campagne de l'Est (Donetsk, Louhansk, Kharkiv)
Kharkiv :
- 1re Kharkiv
  - Tchouhouïv
  - Bombardements : en février
  - en mars
  - en avril
  - du bâtiment administratif
- Izioum
- 2e Kharkiv
  - Balaklia
  - 1re Koupiansk
  - Chevtchenkove
- 3e Kharkiv

Nord du Donbass:
- Starobilsk
- Sloviansk
  - Dovhenke
  - 1re Lyman
  - Sviatohirsk
  - Bohorodychne et Krasnopillia
  - Bombardements : Bilohorivka
  - Kramatorsk
- Sievierodonetsk
  - Kreminna
  - Donets
  - Roubijné
  - Popasna
  - Tochkivka
  - Massacre
- Lyssytchansk
- 2e Kharkiv
  - Balaklia
  - 1re Koupiansk
  - Chevtchenkove
  - 2e Lyman
- Oblast de Louhansk
  - Ligne Svatove-Kreminna
  - Serebryansky
  - 2e Koupiansk

 Centre du Donbass:
- Horlivka
- Popasna
- Svitlodarsk
- Bakhmout
  - Soledar
- Siversk
- Tchassiv Iar
- Toretsk

Sud du Donbass :
- Volnovakha
- Marioupol
  - Bombardements : de l'hôpital
  - du théâtre
  - de l'école d'art
- Pisky
- Vouhledar
  - Pavlivka
- Marïnka
- Contre-offensive de 2023
- Avdiïvka
- Novomykhaïlivka
- Pokrovsk
  - Krasnohorivka
  - Toretsk
- Bombardements :
- Makiïvka
- Donetsk

Campagne du Sud (Mykolaïv, Kherson, Zaporijjia)
- 1re Kherson
- Odessa
- Melitopol
- Mykolaïv
  - Bombardements : à fragmentation
  - du bâtiment administratif
- 1re Berdiansk
- Zaporijjia
- Tchornobaïvka
- Enerhodar
- Voznessensk
- Houliaïpole
- Davydiv Brid
- 2e Berdiansk
- Nova Kakhovka
- 2e Kherson
  - Doudtchany
- Dniepr
- Tchoulakivka
- Contre-offensive de 2023
  - Robotyne

Frappes aériennes dans l'Ouest et le Centre de l'Ukraine
- Lviv (02/2022)
- Vinnytsia (03/2022)
- Yavoriv (03/2022)
- Deliatyne (03/2022)
- Dnipro

Guerre navale
- Île des Serpents (02/2022)
- Moskva (04/2022)

Attaques en Crimée
- Novofedorivka (08/2022)
- Djankoï (08/2022)
- Pont de Crimée (10/2022)
- Base navale de Sébastopol (10/2022)
- Pont de Crimée (07/2023)
- Base navale de Sébastopol (09/2023)

Débordement
- Aéroport de Millerovo
- Sabotages en Russie
- Attaques en Transnistrie
- Sabotage des gazoducs Nord Stream
- Terrain d'entraînement militaire de Soloti
- Explosions en Pologne
- Bases aériennes de Dyagilevo et Engels-2
- Base aérienne de Minsk-Matchoulichtchi
- Crise russo-moldave de 2023
  - Accusations de tentative de coup d'État en Moldavie
- Incident de drone de 2023 en mer Noire
- Rébellion du groupe Wagner

Massacres
- Tchernihiv
- Boutcha
- Borodianka
- Olenivka
- Izioum

La bataille d'Okhtyrka est un engagement militaire, qui débute le 24 février 2022, lors de l'invasion russe de l'Ukraine, dans le cadre de l'offensive de l'Est de l'Ukraine. Okhtyrka est une ville de 47 216 habitants située près de la frontière entre la Russie et l'Ukraine dans l'oblast de Soumy.

## Bataille
Le 24 février au matin, les forces russes entrent dans l'oblast de Soumy via la frontière russo-ukrainienne, à proximité des localités de Soumy, Chostka et Okhtyrka. Les combats commencent à 7 h 30 dans la périphérie de la ville de Velyka Pysarivka. Les forces russes ne parviennent pas à occuper la ville et battent en retraite le lendemain, laissant des chars et du matériel militaire sur place.
Le 25 février, des missiles BM-27 Ouragan touchent une école maternelle à Okhtyrka, faisant trois morts. Les missiles seraient des bombes à fragmentation, ce qui, selon Amnesty International, peut constituer un crime de guerre. Un bus transportant des civils aurait également été la cible de tirs des forces russes près d'Okhtyrka,,. Dmytro Jyvytsky, le gouverneur de l'oblast de Soumy, déclare que trois autres civils ont été tués dans la ville. Le 26 février, la médecin militaire Inna Deroussova est tuée par un bombardement russe sur son poste de secours.
Le 28 février, les forces russes bombardent et détruisent un dépôt de pétrole à Okhtyrka.
Le 1er mars, plus de 70 soldats ukrainiens sont tués après un bombardement des forces russes sur une base militaire à Okhtyrka, selon Jyvytsky. L'attaque cause la plus importante perte humaine ukrainienne depuis le début de l'invasion. Le type d'armes utilisé est incertain : certains rapports ukrainiens indiquent que la destruction du bâtiment principal a été causée par un seul tir de missile balistique 9K720 Iskander, tandis que des rapports ultérieurs rapportent que trois missiles plus petits ont été utilisés, notamment des armes thermobariques. Outre les personnes tuées, d'autres sont piégées sous les décombres.

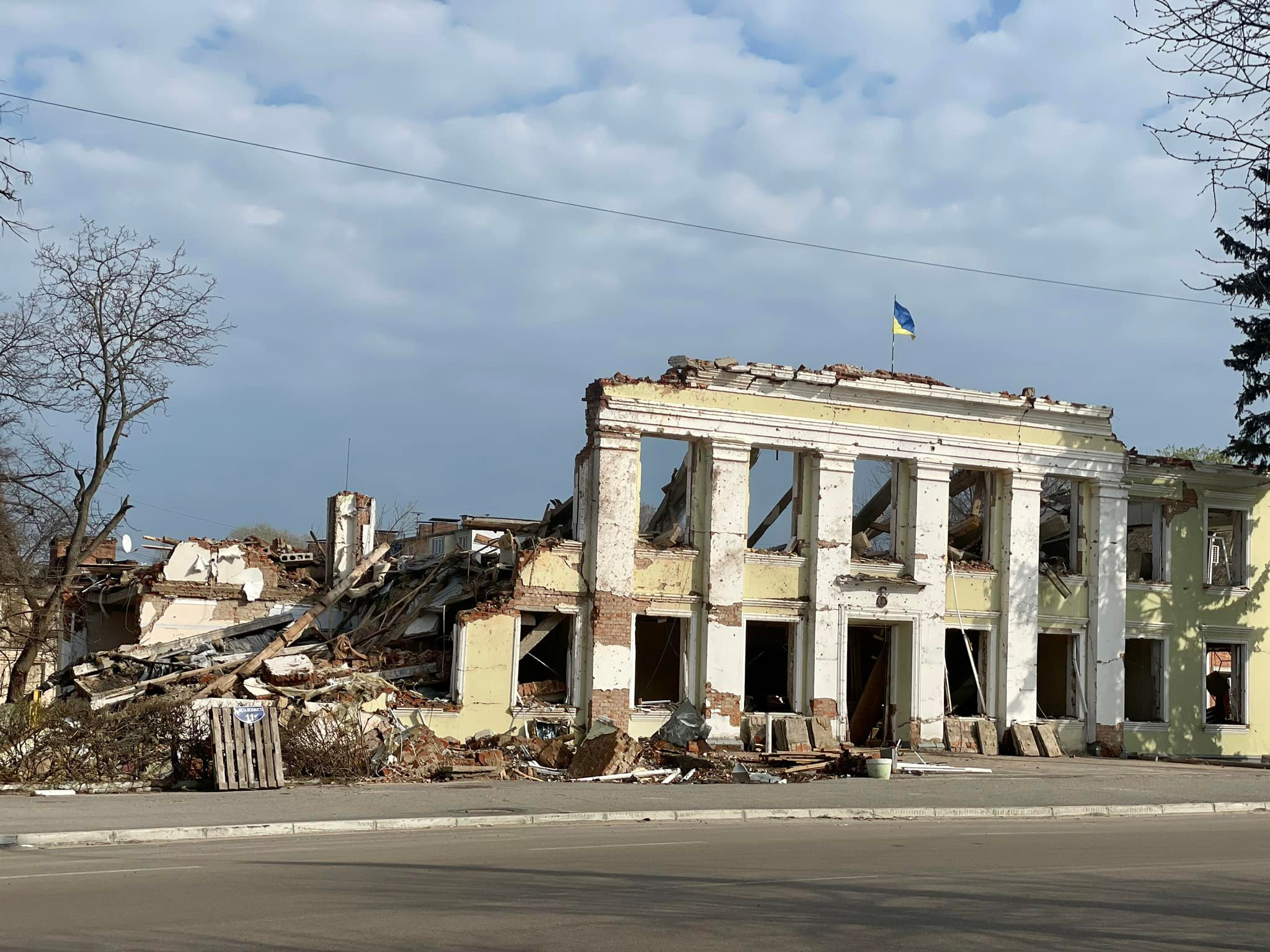
Bâtiment du conseil municipal d'Okhtyrka après la bataille

## Utilisation d'armes thermobariques
Le 28 février, Oksana Markarova, l'ambassadeur d'Ukraine aux États-Unis, déclare que les forces russes ont utilisé une bombe thermobarique à Okhtyrka,,. Selon un rapport de février 2000 de Human Rights Watch, la Russie a déjà utilisé des armes thermobariques pendant la seconde guerre de Tchétchénie, et bien que les armes thermobariques ne soient pas interdites par le droit international humanitaire, leur large zone d'effet signifie que les forces qui l'emploient doivent faire preuve d'une extrême prudence lorsqu'elles sont déployées près des zones de population.
Markarova affirme que l'utilisation d'armes thermobariques est une violation des conventions de Genève, et le président ukrainien Volodymyr Zelensky déclare qu'il s'agit d'une attaque ciblée contre des zones résidentielles. La porte-parole de la Maison Blanche, Jen Psaki, déclare que bien qu'elle n'ait pas la confirmation de l'utilisation d'une bombe thermobarique par la Russie, l'utilisation de ces armes peut constituer un crime de guerre.